# Academy Color Encoding System
L'Academy Color Encoding System (ACES) est un système de gestion de couleurs développé pour l'industrie cinématographique par l'Academy of Motion Picture Arts and Sciences, qui organise également la cérémonie des Oscars du cinéma. L'ACES a été élaboré en étroite collaboration avec les fabricants de matériel.
Il s'agit de proposer aux différents acteurs de la chaîne de traitement de l'image une référence colorimétrique stable dans le temps et indépendante du matériel. Pour cette raison, l'ACES est un système libre et ouvert, mis à la disposition des différents fabricants. Le système a ses propres couleurs primaires, il englobe le lieu spectral visible tel que celui défini par l'espace de couleur CIE_XYZ .
L'approche qui consiste à choisir un espace de couleur sur son moniteur pendant le tournage et à l’étape de l’étalonnage est une approche dite “display referred” (faisant référence à l'écran) c'est-à-dire que tout jugements sur la couleur ou tout ajustements sur le tournage sont faits dans un espace colorimétrique déterminé. L'approche d'ACES est une approche dite “Scene Referred” (faisant référence à la scène), le logiciel va prendre en compte l'espace colorimétrique du média importé. Les références sont les lumières et les couleurs du tournage. Lorsqu'on importe un média dans son logiciel en ACES, on sélectionne un IDT (Input Device Transform ou encore Input Transform) correspondant à la caméra utilisée. Cet IDT qui prend en compte l'espace colorimétrique et la courbe gamma du média importé va convertir les données vers l' espace colorimétrique ACES. 
CLF (common LUT format) est le format de LUT utilisé dans ACES. Tout autre format de LUT (3D, 1D) doit être converti via un color space transform puis, après la LUT, reconverti vers ACES à l'aide d'un deuxième color space transform. Un tel workflow ne donne pas toujours de bons résultats. Il est préférable d'utiliser une LUT au format CLF.

## Espaces colorimétriques ACES

lieu spectral APO comme on le voit dans les coordonnées CIE

ACES 2065-1 (APO, linéaire) est l'espace colorimétrique d'ACES et est le seul format d'échange et d'archivage (écrit en OpenEXR et conforme au standard SMPTE 2065-4).
ACEScct est très similaire à ACEScc sur la plupart de la gamme, à la différence qu'il remonte le pied de la courbe pour le rapprocher des courbes traditionnelles de `` log '' (Cineon, LogC, S-Log, etc.). Ce changement entraîne des ombres plus "laiteuses "lorsqu'une opération de lift est appliquée (comparée à la même opération appliquée dans ACEScc).